# Edmond de Saulieu
Edmond de Saulieu, né vers 1485, mort en 1552, est un abbé de Clairvaux.

## Biographie
On sait peu de chose de Dom Edme (ou Edmond) de Saulieu. Il serait né vers 1485, car il est dit qu'il avait dix-neuf ans à son élection en tant qu'abbé de Clairvaux en 1509. Il est mort le 23 août 1552. Peut-être est-il un lointain descendant des vicomtes de Saulieu, ainsi que de Guillaume de Saulieu. On ne connaît pas non plus ses armoiries, et cela ne fait que renforcer le mystère de son élection étant donné que ce poste était plutôt réservé à des membres de familles en vue.

## Notoriété
Il est surtout connu à travers un texte écrit par son secrétaire, le père Claude de Bronseval, et publié par le père Maur Cocheril, moine de l'abbaye de Port-du-Salut, et intitulé Peregrinatio Hispanica, où le père de Bronseval décrit le voyage et le travail de réforme que mène son supérieur, sur ordre du chapitre général de l'ordre de Cîteaux, depuis les abbayes de Bourgogne jusqu'à celles d'Espagne et du Portugal.